# Listă de plante medicinale - R

A - Ă - Â - B - C - D - E - F - G - H - I - Î - J - K - L - M - N - O - P - Q - R - S - Ș - T - Ț - U - V - X - Y - Z
Obiect
| Plantă               | Denumire latină     | Proprietăți vindecătoare |
| -------------------- | ------------------- | ------------------------ |
| Răchitan             | Lythrum salicaria   |                          |
| Revent               | Rheum officinale    |                          |
| Roibă                | Rubia tinctorum     |                          |
| Roiniță              | Melissa officinalis |                          |
| Rostopască           | Chelidonium majus   |                          |
| Roscuță de primăvară | Adonis vernalis     |                          |